# Hočki potok
Hóčki pôtok je potok na vzhodnem Pohorju. Začne se v plitvi kotanji visoko pod vršnim slemenom Pohorja in teče sprva po strmi gozdnati grapi. V tem delu se vanj z obeh strani stekajo kratke stranske grape, nad Zgornjimi Hočami pa se mu strmec zmanjša in nadaljuje svoj tok po sprva ozkem, nato širšem dolinskem dnu. Zgornji del porečja je v metamorfnih kamninah, predvsem v gnajsu.
Pri Spodnjih Hočah doseže potok ravnino Dravskega polja in od tu naprej teče po dveh umetnih strugah, ki so jih uredili ob izgradnji štajerske avtoceste. Od jezu nad Spodnjimi Hočami teče t. i. Spodnji Hočki potok sprva po stari strugi skozi Spodnje Hoče, nato proti jugu, pod avtocesto in vzdolž nje do avtocestnega razcepa Slivnica, kjer se izliva v umetno strugo Polanskega potoka. Severni tok (Novi Hočki potok) teče po umetni strugi proti severovzhodu, nato severno od Bohove, kjer se mu pridružita Pivolski in Radvanjski potok. Vzhodno od avtoceste se del vode izgublja v dravski prod (Bohovski ponikalnik), struga pa se obrne proti jugu in se južno od Rogoze združi z umetno strugo Polanskega potoka. Ta struga je namenjena predvsem prevajanju visokih voda in s tem preprečevanju hudourniških poplav.
Hočki potok je bil nekoč zelo pomemben vir energije in je poganjal številne žage in mline. Ta pomen se kaže tudi v starem imenu zanj, saj so ga kljub majhnosti imenovali Reka oziroma Hočka reka. Spodnji tok potoka so domačini že v preteklosti spremenili: glavnina potoka je tekla po izgonu proti Bohovi in se izgubljala v prod Dravskega polja v gozdu vzhodno od vasi, od njega pa se je cepilo več manjših umetnih rokavov, po katerih so dovajali vodo na bližnje travnike, kar je Franjo Baš opisal takole: »Hočka Reka se v Hočah razcepi; ena tretjina vode teče skozi Bohovo ter namaka ledine na vzhodu od vasi in severno od Rogoze, kjer izgine na Stari vasi; ostali dve tretjini oddasta pri hočki cerkvi del vode Spodnji Reki za napajanje travnikov na jugu od hočkega kolodvora, z glavno strugo pa namakata Hočko polje, dosežeta oba rogoška ribnika, nato pa se izgubita na ledinah za Rogozo.«.
Dolina ob zgornjem in srednjem toku je vključena v območje Natura 2000 (Pohorje). V plitvi dolinici pod Pivolo so bili nekdaj ribniki hompoškega gradu, danes pa je to zavarovan zoološki naravni spomenik Pivola – ribnik.